# 玉名駅
玉名駅（たまなえき）は、熊本県玉名市中にある、九州旅客鉄道（JR九州）鹿児島本線の駅である。
全定期旅客列車が停車する。早朝、夜間にそれぞれ1本、10〜14時台に計5本の始発･終着列車が設定されている。
玉名市の中心駅であるが、九州新幹線開通により広域輸送の役割は北東に3kmほど離れた新玉名駅に移行したため、現在当駅を発着する優等列車は無く、現在では熊本県内第8位の乗降客数である。九州新幹線開通前は、当駅にも特急「リレーつばめ」と「有明」が停車していた。

## 歴史
- 1891年（明治24年）
  - 4月1日：今の鹿児島本線久留米駅 - 当駅間開業時に、高瀬駅（たかせえき）として九州鉄道（初代）が開設[1]。
  - 7月1日：高瀬駅から熊本駅まで開業。
- 1907年（明治40年）7月1日：九州鉄道（初代）が国有化され帝国鉄道庁が所管[1]。
- 1956年（昭和31年）4月10日：玉名駅に駅名改称[1]。
- 1984年（昭和59年）2月1日：専用線発着車扱貨物を除く貨物取扱廃止[1]。
- 1985年（昭和60年）3月14日：荷物扱い廃止[1]。
- 1986年（昭和61年）3月3日：専用線発着車扱貨物取扱廃止[1]。
- 1987年（昭和62年）4月1日：国鉄分割民営化によりJR九州の駅となる[1]。
- 2011年（平成23年）3月12日：九州新幹線開通、優等列車は深夜・早朝の「有明」1往復を除き廃止された。この「有明」も2014年（平成26年）3月15日限りで廃止されている。
- 2012年（平成24年）12月1日：交通系ICカードSUGOCA対応[3]。
- 2023年（令和5年）10月1日：駅営業形態をJR九州サービスサポートによる業務委託駅から[4]、九州旅客鉄道本体による直営駅へ変更[5]。

## 駅構造
単式ホーム1面1線と島式ホーム1面2線、合計2面3線を有する地上駅。互いのホームは跨線橋で連絡している。現駅舎は2代目で1960年（昭和35年）10月築である。
直営駅であるが駅長の配置はない。みどりの窓口が設置されている。
2012年12月1日よりSUGOCAが利用可能となったが、自動改札機設置は行われず、現在はIC読取機のみ設置している。
かつては車扱貨物取扱も行っていたため、構内は比較的広い。1956年10月まで駅南側に存在した高瀬火力発電所への専用線をルーツに駅の近隣に九州電力玉名事業所、協同組合飼料、南側に九州プラスチック工業、電気化学工業玉名工場、天水町農協倉庫、西側に日本セメント玉名サービスステーションなど多数の専用線が存在していたが1984年2月ダイヤ改正までに大半が廃止された。末期は鹿児島本線と駅西側に並行する形で存在した日本セメント玉名サービスステーション（後に閉鎖）と東側（熊本側）から南側にスイッチバックする形で線路が伸びていた九州プラスチック工業の2つの専用線が原料や製品等の貨物輸送を行っていたが、これらも1986年3月ダイヤ改正で全てトラック輸送に切替えられて廃止された。

### のりば
| のりば | 路線        | 方向 | 行先                     | 備考                                             |
| ------ | ----------- | ---- | ------------------------ | ------------------------------------------------ |
| 1      | ■鹿児島本線 | 下り | 熊本・八代／肥後大津方面 |                                                  |
| 2      | ■鹿児島本線 | 下り | 熊本・八代／肥後大津方面 | 折り返し・貨物待避・SL人吉はこのホームから発車。 |
| 2      | ■鹿児島本線 | 上り | 大牟田・久留米・博多方面 | 折り返し・貨物待避・SL人吉はこのホームから発車。 |
| 3      | ■鹿児島本線 | 上り | 大牟田・久留米・博多方面 |                                                  |

- 一部列車は、豊肥本線水前寺・肥後大津方面へ直通。

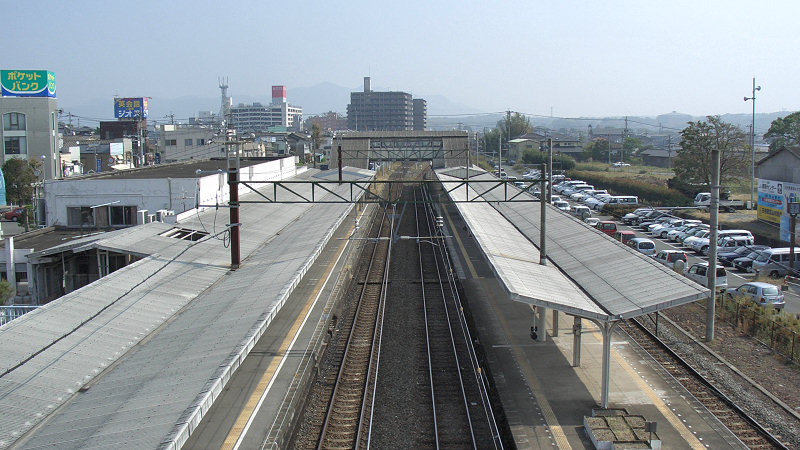
構内（2006年10月）
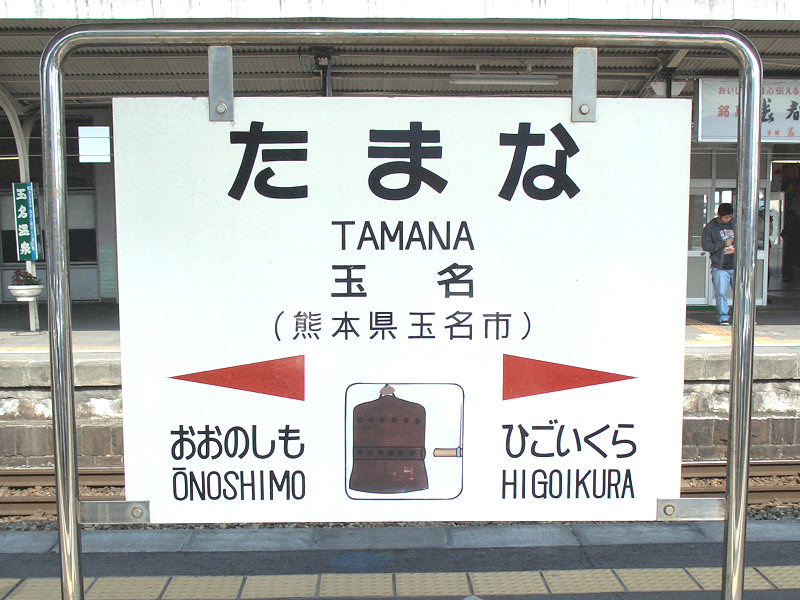
蓮華院誕生寺の大梵鐘を描いた駅名標（2006年10月）

### 駅構内にある施設
- コッペパン専門店 こっぺりあ ダ・ラーハ（コッペパン）

九州新幹線開業前は、駅構内に「玉名駅旅行センター」・「駅レンタカー営業所」があったが、開業により新玉名駅に移転した。

## 利用状況
2023年度の1日平均乗車人員は2,164人である
| 年度   | 1日平均 乗車人員 | 増加率 |
| ------ | ---------------- | ------ |
| 2016年 | 2,770            |        |
| 2017年 | 2,679            | -3.3%  |
| 2018年 | 2,632            | -1.8%  |
| 2019年 | 2,548            | -3.3%  |
| 2020年 | 1,971            | -22.6% |
| 2021年 | 2,065            | 4.8%   |
| 2022年 | 2,085            | 1.0%   |
| 2023年 | 2,164            | 3.8%   |

## 駅周辺

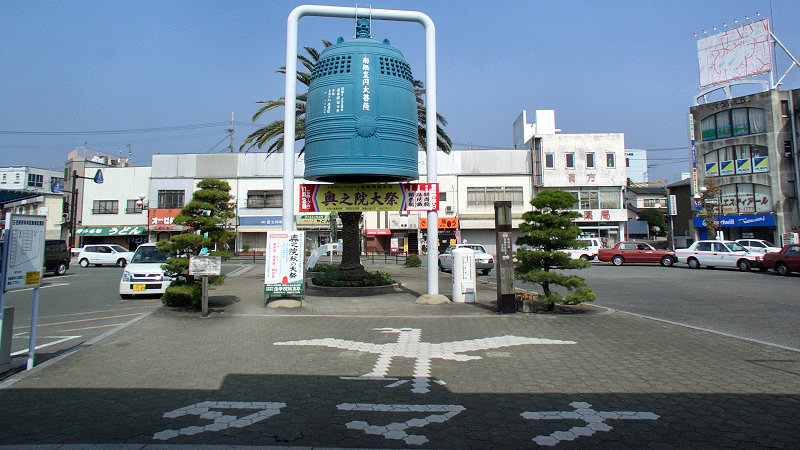
駅前広場（2006年10月）

当駅は玉名市中心部に位置し、ビジネスホテルやオフィス、商店が点在する。また、駅前には産交バス玉名駅前バス乗り場があり、市内各方面や桜町BT方面等の路線が利用可能。玉名市内には多くの学校があるため、朝・夕の通学時間帯は多くの学生が当駅で乗降している。

### 商業
- 肥後銀行玉名駅前支店
- マツモトキヨシ玉名店
- ゆめタウン玉名
- カリーノ玉名
  - ダイレックス玉名中央店（旧・玉名寿屋→ジャスコ玉名店→ビッグミカエル玉名店）
- ラ・ムー玉名中央店

### 学校
- 九州看護福祉大学
- 熊本県立玉名高等学校・附属中学校
- 熊本県立北稜高等学校
- 熊本県立玉名工業高等学校
- 玉名女子高等学校
- 専修大学熊本玉名高等学校
- 玉名市立玉名町小学校
- 玉名市立玉名中学校
- 玉名市立築山小学校

### 公共・病院
- 玉名市役所
- 玉名郵便局
- 市営桃田運動公園

### 観光
- 玉名温泉
- 蓮華院誕生寺（世界一の大梵鐘がある）
- 疋野神社
- 玉名市立歴史博物館こころピア
- 高瀬裏川水際緑地

### その他
- 国道208号
- 菊池川 - 玉名納涼花火大会会場

## バス路線
- 玉名駅前発着の路線バスは産交バスが運行、予約制の乗合（ジャンボ）タクシーは各自治体が運行を委託。
- バス路線名（系統番号）は玉名市が作成した「公共交通マップ(令和6年4月版)」を参照。
- 荒尾バスセンターを「荒尾BC」、山鹿バスセンターを「山鹿BC」、熊本桜町バスターミナルを「桜町BT」と省略。

| 路線名                                  | 系統・行先                                                                                           | 備考                                       |
| ①のりば（肥後銀行側）                   | ①のりば（肥後銀行側）                                                                                | ①のりば（肥後銀行側）                      |
| --------------------------------------- | --- | ------------------------------------------ |
| 荒尾玉名線                              | 1：玉名市役所前（立願寺）                                                                            |                                            |
| 九州看護福祉大学線                      | 4：新玉名駅（九州看護福祉大学）44：九州看護福祉大学                                                  | 平日ダイヤに学校休校日ダイヤあり           |
| くまもと県北病院線                      | 51：くまもと県北病院（玉名温泉北入口・玉名温泉玉の湯）51：くまもと県北病院（玉名中町・玉名市役所前） | 平日ダイヤのみ、本数少                     |
| 玉名市街地循環バス（左回り）            | 左：玉名下町・玉名市役所前・玉名温泉北入口・上立願寺方面                                             | 当停留所起終点環状路線                     |
| 玉名南関線                              | 31：南関上町（立願寺・山伏原・小原・南関ターミナル）                                                 |                                            |
| 山鹿玉名線 （菊水インターチェンジ経由） | 54：山鹿BC（九州看護福祉大学・新玉名駅・江田・城北高校前）                                           | 平日朝始発便のみ「九州看護福祉大学」は通過 |
| 山鹿玉名線 （米の岳経由経由）           | 58：山鹿BC（玉名市役所前・新玉名駅・江田・鹿央市民センター前）                                       |                                            |
| 玉名桜町線                              | A3-2：桜町BT（木葉駅前・植木・京町本丁）                                                             |                                            |
| 玉名植木線                              | 16：寺尾病院前（木葉駅前・植木）                                                                     | 行先方向幕は「植木」を表示                 |
| 玉名市乗合タクシー                      | しおかぜ：滑石・岱明地域いちご：大浜・豊水・横島地域いだてん：玉陵地域おれんじ：天水・玉南地域       | 予約制                                     |
| 長洲町きんぎょタクシー                  | 長洲町町域                                                                                           | 予約制                                     |
| ②のりば（駅ロータリー側）               | |                                            |
| 荒尾玉名線                              | 1：荒尾BC（築地・桜山・有明医療センター・ゆめタウンシティモール）                                    |                                            |
| 玉名市街地循環バス（右回り）            | 右：築地・玉名魚市場入口・築山小学校前・下立願寺方面                                                 | 当停留所起終点環状路線                     |

## 新玉名駅との連絡
産交バスのダイヤによっては当駅停車列車と新玉名駅停車列車との連絡が上手く行かず、その場合には玉名市運営の乗合タクシー「いだてんタクシー」で移動可能。玉名市役所に利用登録申請→利用登録証発行→乗車前に電話で予約の流れで、玉名市民以外でも利用可能。

## 隣の駅
九州旅客鉄道（JR九州）
■鹿児島本線
■区間快速・■普通
大野下駅 - 玉名駅 - 肥後伊倉駅